# El Laurel, delstaten Mexiko
El Laurel är en ort i Mexiko, tillhörande kommunen Huixquilucan i delstaten Mexiko. El Laurel ligger i den centrala delen av landet och tillhör Mexico Citys storstadsområde. Orten hade 992 invånare vid folkmätningen 2010.